# Konduktør 1492
Konduktør 1492 (originaltitel Conductor 1492) er en amerikansk stumfilm fra 1924 af Frank Griffin og Charles Hines.

## Medvirkende
- Johnny Hines som Terry O'Toole
- Doris May som Noretta Connelly
- Dan Mason som Mike O'Toole
- Ruth Renick som Edna Brown
- Robert Cain som Richard Langford
- Fred Esmelton som Denman Connelly
- Byron Sage som Bobby Connelly
- Michael Dark som James Stoddard
- Dorothy Vernon som Mrs. Brown
- Billy Armstrong
- Al Cooke
- Dick Sutherland